# BASICA
BASICA是「Advanced BASIC」的縮寫，它是微軟公司為PC-DOS寫的一套單純以磁碟為基礎的BASIC直譯器。
BASICA允許在有ROM BASIC（此ROM BASIC能獨自運作，不用載入任何東西）的早期IBM PC機型上面使用，當DOS被載入後，它會增加一些存取磁碟上檔案的功能。自從後來的IBM PC或相容機型，少了ROM BASIC之後，它就無用武之地了。

## 世系
BASICA的開發環境很像在Dartmouth Time Sharing System上面執行Dartmouth BASIC。這兩者都有一個提示符（prompt），讓使用者知道可以輸入指令了。
假如指令的最前頭是一個行號，那它就會被插入目前的程式中。假如不是，它就被立刻執行。
BASICA的繼承者是微軟的GW-BASIC，它們非常相似；但後者不需要任何ROM BASIC上面的常式，可以在任何IBM PC相容機型上面執行。